# ЖНБЛ в сезоне 1995
Сезон ЖНБЛ 1995 — 15-й сезон женской национальной баскетбольной лиги, по окончании которого чемпионом, во второй раз, стала команда «Аделаида Лайтнинг».
В регулярном сезоне приняло участие десять клубов, столько же сколько и в прошлом. Регулярный чемпионат в этом сезоне начался 21 апреля, завершился 12 августа, MVP которого была признана защитник клуба «Брисбен Блэйзерс», Сэнди Бронделло. Наставник команды «Перт Брейкерс», Гай Моллой, был признан тренером сезона, а Чика Эмеаги из команды «Австралийского института спорта» — новичком года. Официально сезон 1995 года закончился 2 сентября, когда команда «Аделаида Лайтнинг» переиграла в финальной встрече команду «Мельбурн Тайгерс» со счётом 50:43, а MVP финала была признана форвард «Лайтнинг» Рэйчел Спорн.

## Регулярный чемпионат
И = Игр, В = Выигрышей, П = Поражений, П% = Процент выигранных матчей
| Регулярный сезон |                               |    |    |    |      |
| #                | Команда                       | И  | В  | П  | П%   |
| 1                | Аделаида Лайтнинг             | 18 | 16 | 2  | 88,9 |
| 2                | Сидней Флэймз                 | 18 | 16 | 2  | 88,9 |
| 3                | Мельбурн Тайгерс              | 18 | 13 | 5  | 72,2 |
| 4                | Перт Брейкерс                 | 18 | 12 | 6  | 66,7 |
| 5                | Брисбен Блэйзерс              | 18 | 10 | 8  | 55,6 |
| 6                | Канберра Кэпиталз             | 18 | 8  | 10 | 44,4 |
| 7                | Буллин Бумерс                 | 18 | 6  | 12 | 33,3 |
| 8                | Данденонг Рейнджерс           | 18 | 4  | 14 | 22,2 |
| 9                | Австралийский институт спорта | 18 | 4  | 14 | 22,2 |
| 10               | Хобарт Айлендерс              | 18 | 1  | 17 | 5,6  |

## Финалы
| Полуфиналы      | Полуфиналы        | Полуфиналы |  |          | Предварительный финал | Предварительный финал    | Предварительный финал    |                          |                           | Большой финал             | Большой финал             | Большой финал |
| --------------- | ----------------- | ---------- |  | -------- | --------------------- | ------------------------ | ------------------------ | ------------------------ | ------------------------- | ------------------------- | ------------------------- | ------------- |
|                 |                   |            |  |          |                       |                          |                          |                          |                           |                           |                           |               |
| 19 августа 1995 |                   |            |  |          |                       |                          |                          |                          |                           |                           |                           |               |
| 1               | Аделаида Лайтнинг | 73         |  |          |                       |                          |                          |                          |                           |                           |                           |               |
| 2               | Сидней Флэймз     | 63         |  |          |                       |                          |                          |                          |                           |                           |                           |               |
|                 |                   |            |  |          | 26 августа 1995       | 26 августа 1995          | 26 августа 1995          |                          | 2 сентября 1995           | 2 сентября 1995           |                           |               |
|                 |                   |            |  |          | 2                     | Сидней Флэймз            | 56                       |                          | 1                         | Аделаида Лайтнинг         | 50                        |               |
|                 |                   |            |  |          | 3                     | Мельбурн Тайгерс         | 69                       |                          |                           | 3                         | Мельбурн Тайгерс          | 43            |
| 18 августа 1995 |                   |            |  |          |                       |                          |                          |                          |                           |                           |                           |               |
| 3               | Мельбурн Тайгерс  | 60         |  |          |                       |                          |                          |                          |                           |                           |                           |               |
| 4               | Перт Брейкерс     | 39         |  | Легенда: | Легенда:              | Посев победившей команды | Посев победившей команды | Посев победившей команды | Посев проигравшей команды | Посев проигравшей команды | Посев проигравшей команды |               |

## Лидеры сезона по средним показателям за игру
| Показатель                       | Игрок           | Команда          | Всего  | Игры | В среднем |
| -------------------------------- | --------------- | ---------------- | ------ | ---- | --------- |
| Очков в среднем за игру          | Сэнди Бронделло | Брисбен Блэйзерс | 357    | 18   | 19,8      |
| Подборов в среднем за игру       | Дебби Слиммон   | Буллин Бумерс    | 226    | 18   | 12,6      |
| Передач в среднем за игру        | Мишель Тиммс    | Сидней Флэймз    | 95     | 18   | 5,3       |
| Перехватов в среднем за игру     | Мишель Тиммс    | Сидней Флэймз    | 59     | 18   | 3,3       |
| Блок-шотов в среднем за игру     | Дженни Уиттл    | Брисбен Блэйзерс | 50     | 18   | 2,8       |
| Процент точных бросков с игры    | Триша Фэллон    | Сидней Флэймз    | 92/168 | 15   | 54,8      |
| Процент точных 3-очковых бросков | Джина Стивенс   | Перт Брейкерс    | 15/34  | 17   | 44,1      |
| Процент точных штрафных бросков  | Сэнди Бронделло | Брисбен Блэйзерс | 82/93  | 18   | 88,2      |

## Награды по итогом сезона
- Самый ценный игрок женской НБЛ: Сэнди Бронделло, Брисбен Блэйзерс
- Самый ценный игрок финала женской НБЛ: Рэйчел Спорн, Аделаида Лайтнинг
- Новичок года женской НБЛ: Чика Эмеаги, Австралийский институт спорта
- Лучший оборонительный игрок женской НБЛ: Талли Бевилаква, Перт Брейкерс
- Лучший снайпер женской НБЛ: Сэнди Бронделло, Брисбен Блэйзерс
- Тренер года женской НБЛ: Гай Моллой, Перт Брейкерс

- Сборная всех звёзд женской НБЛ:
  - З Сэнди Бронделло (Брисбен Блэйзерс)
  - З Эллисон Кук (Мельбурн Тайгерс)
  - Ф Шелли Горман (Сидней Флэймз)
  - Ф Дебби Слиммон (Буллин Бумерс)
  - Ф Рэйчел Спорн (Аделаида Лайтнинг)